# Mitsuoka Viewt
Mitsuoka Viewt — серия ретростилизованных субкомпактных автомобилей, выпускающихся с 1993 года японским автопроизводителем Mitsuoka. До 2023 года автомобиль являлся модификацией Nissan March/Micra. Viewt Story, который был представлен в феврале 2023 года, основан на хетчбэке Toyota Yaris (XP210). Выпуск автомобилей Mitsuoka Viewt начался в январе 1993 года. За время производства было продано более 12000 экземпляров. Наряду с Galue, Viewt поощрял крупных японских производителей выпускать ретро-версии собственных автомобилей.

## K11 Viewt (1993—2003)
Первый Viewt, представленный в январе 1993 года, выпускался на базе K11 March, в отличие от которого, заднее стекло было фиксировано, а багажник был закруглён. Также изменения коснулись фар и радиаторной решётки. В стандартной форме интерьер был почти таким же, как у March, но кожаные сиденья и деревянная отделка могли быть добавлены за дополнительную плату.

K11 Viewt оснащался двигателями CG10DE, CG13DE и CGA3DE. Первоначально двигатели сочетались в паре с пятиступенчатой механической или с четырёхступенчатой автоматической трансмиссией, а позже двигатели стали сочетаться в паре с бесступенчатой трансмиссией.

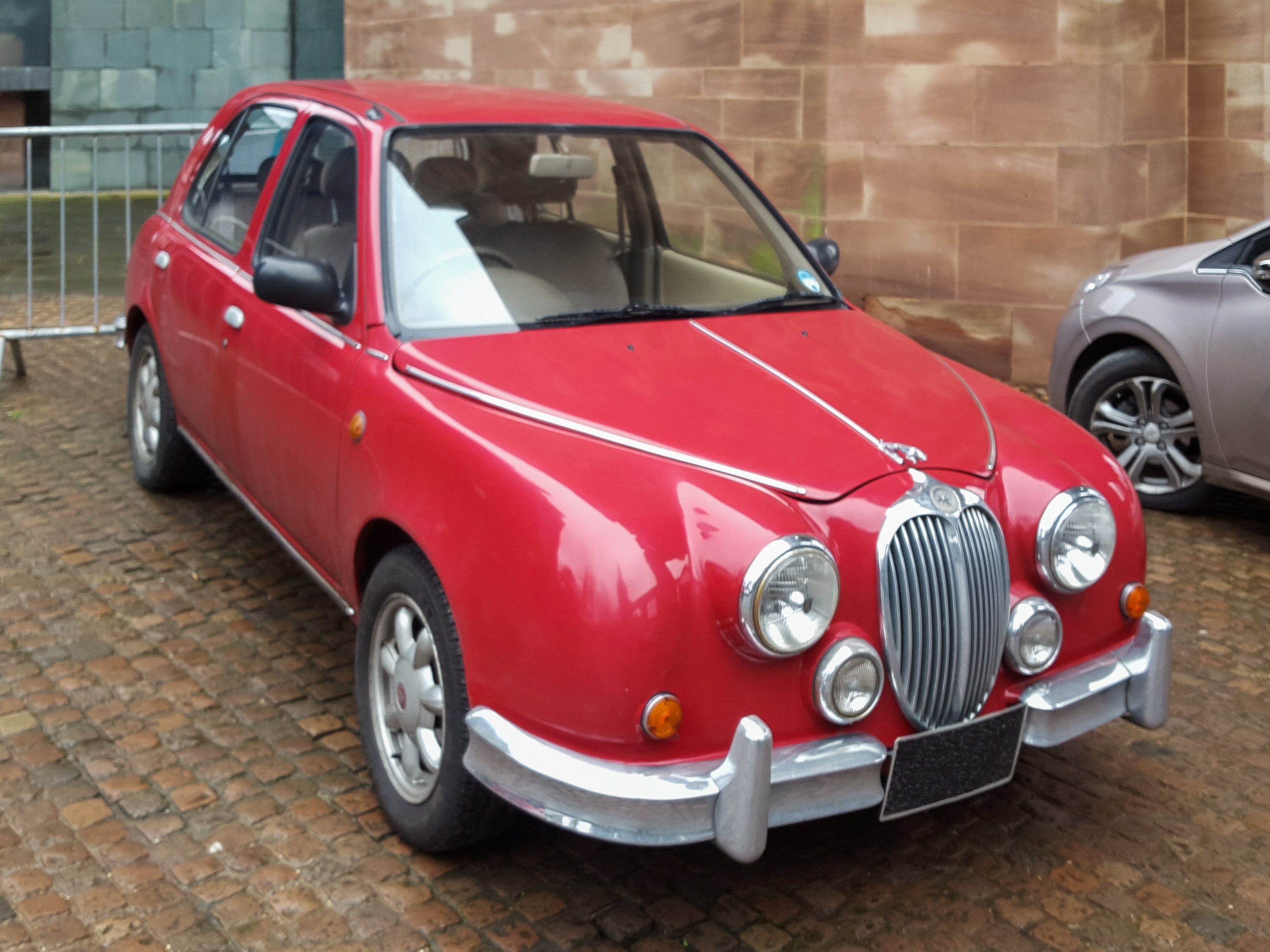
Mitsuoka Viewt (K11)
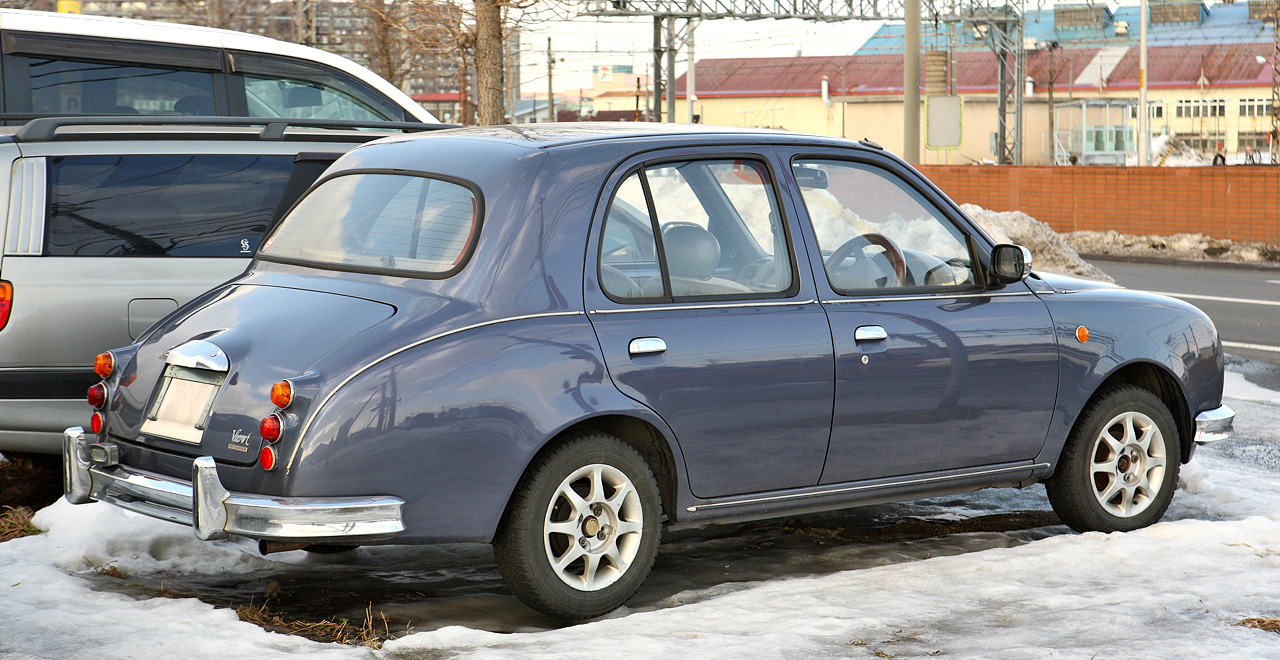
Вид сзади

## K12 Viewt (2005—2012)
K12 Viewt был представлен в сентябре 2005 года. Единственной двухдверной версией является 12SR, которая базируется на March 12SR.

Как и Nissan March, Mitsuoka K12 Viewt оснащён двигателями CR12DE, CR14DE, HR15DE и HR12DE в паре с пятиступенчатой механической или с четырёхступенчатой автоматической трансмиссией. Опционально устанавливались кожаные сиденья. В версии 12SR применяются некоторые элементы внутренней отделки March 12SR, такие как вставки из углеродного волокна на приборной панели.

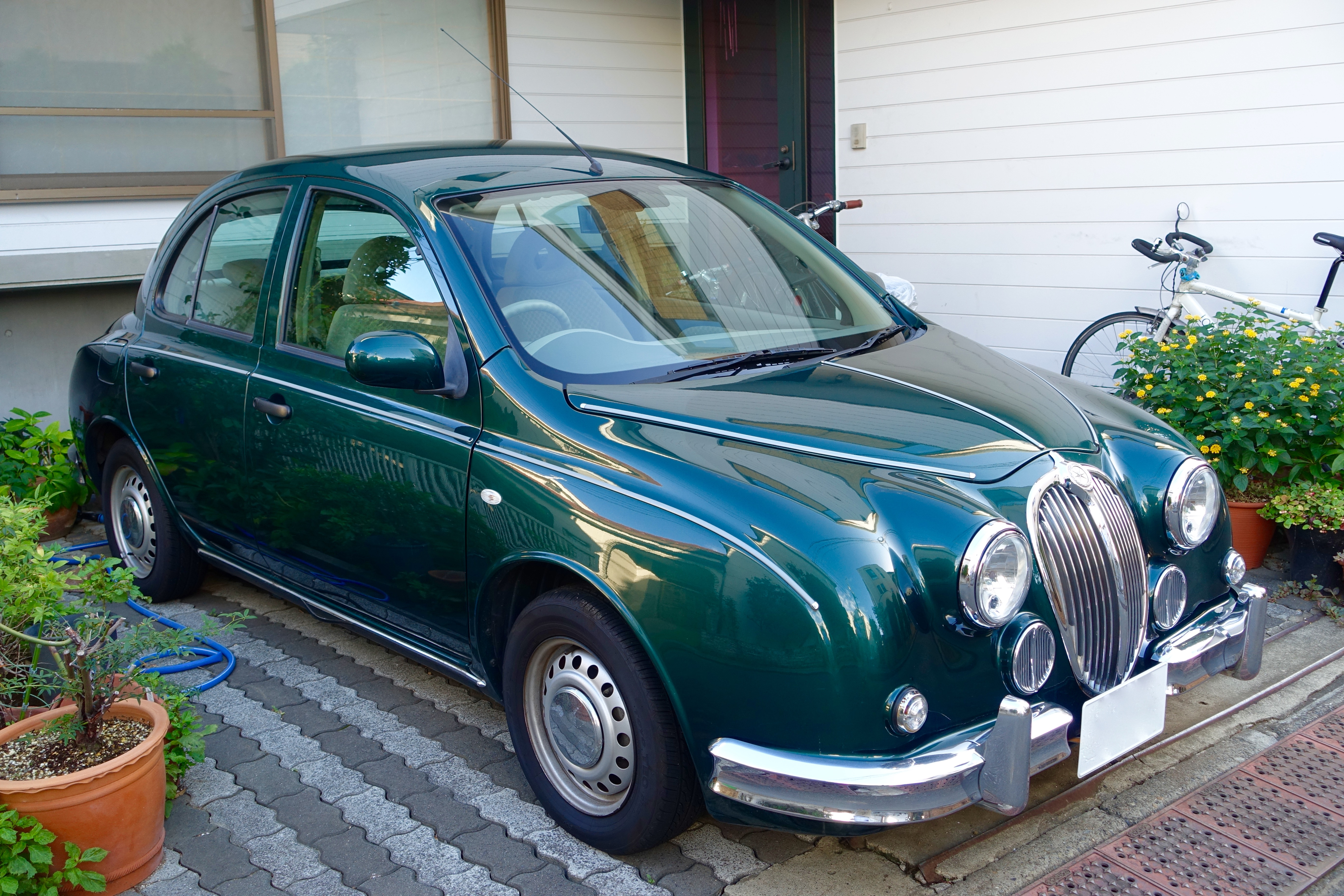
Mitsuoka Viewt (K12)
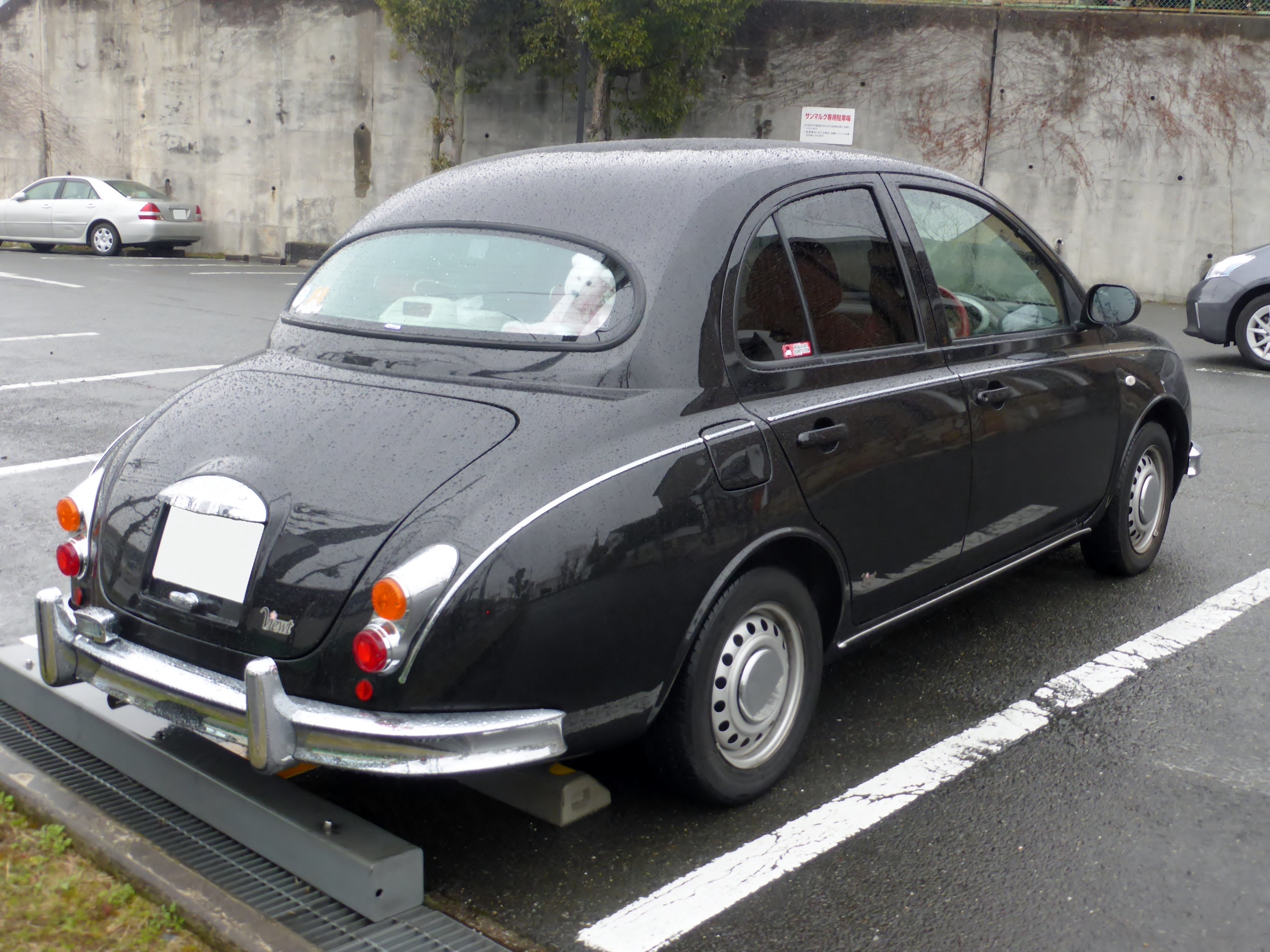
Вид сзади

## K13 Viewt (2012—2023)
Третье поколение Viewt, основанное на K13 March, впервые было представлено в мае 2012 года. Версия хетчбэка под названием Viewt Nadeshiko с задней дверью и задними фонарями, взятыми от Nissan March, впервые была представлена в июле 2015 года.

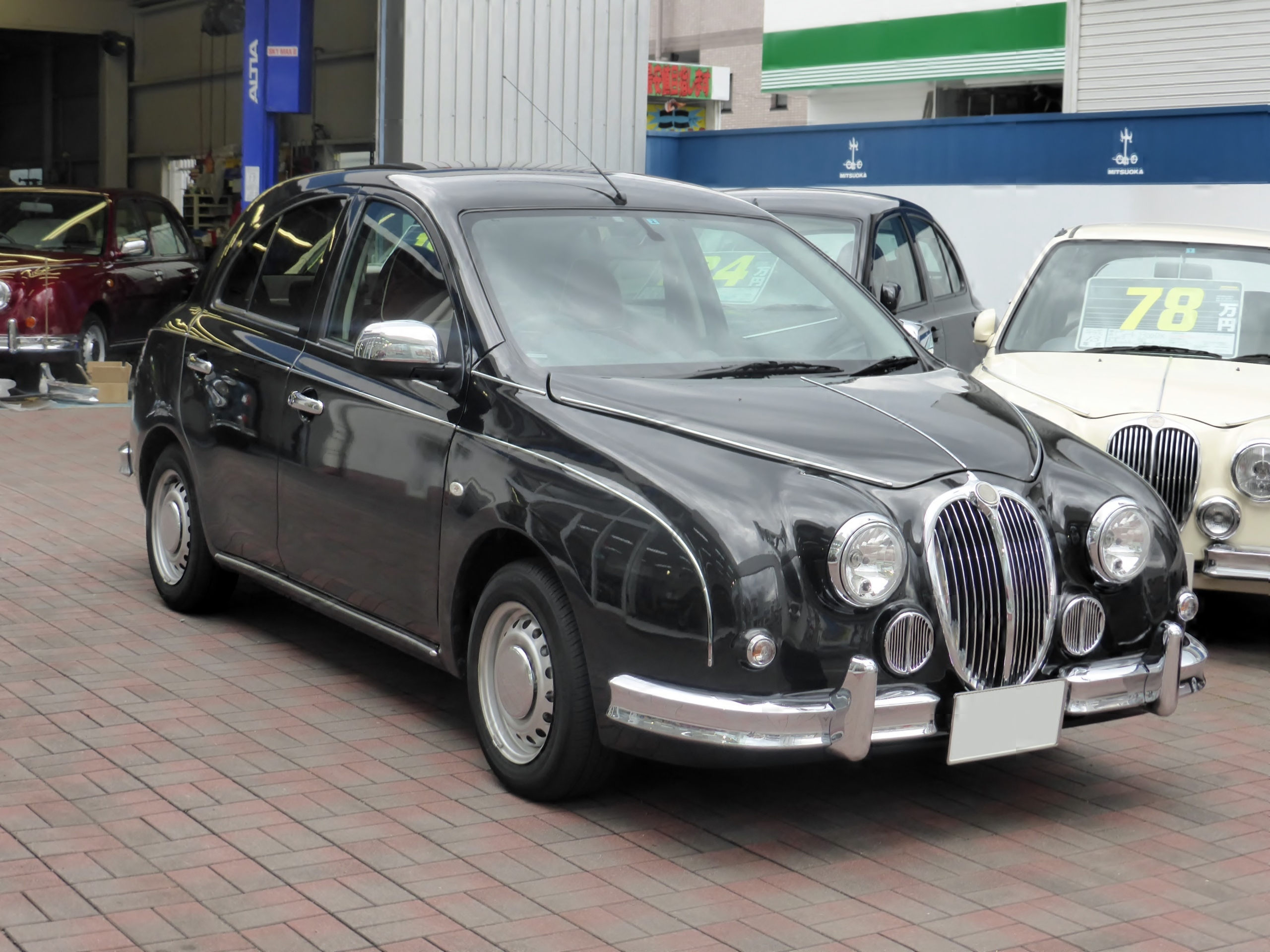
Mitsuoka Viewt (K13)
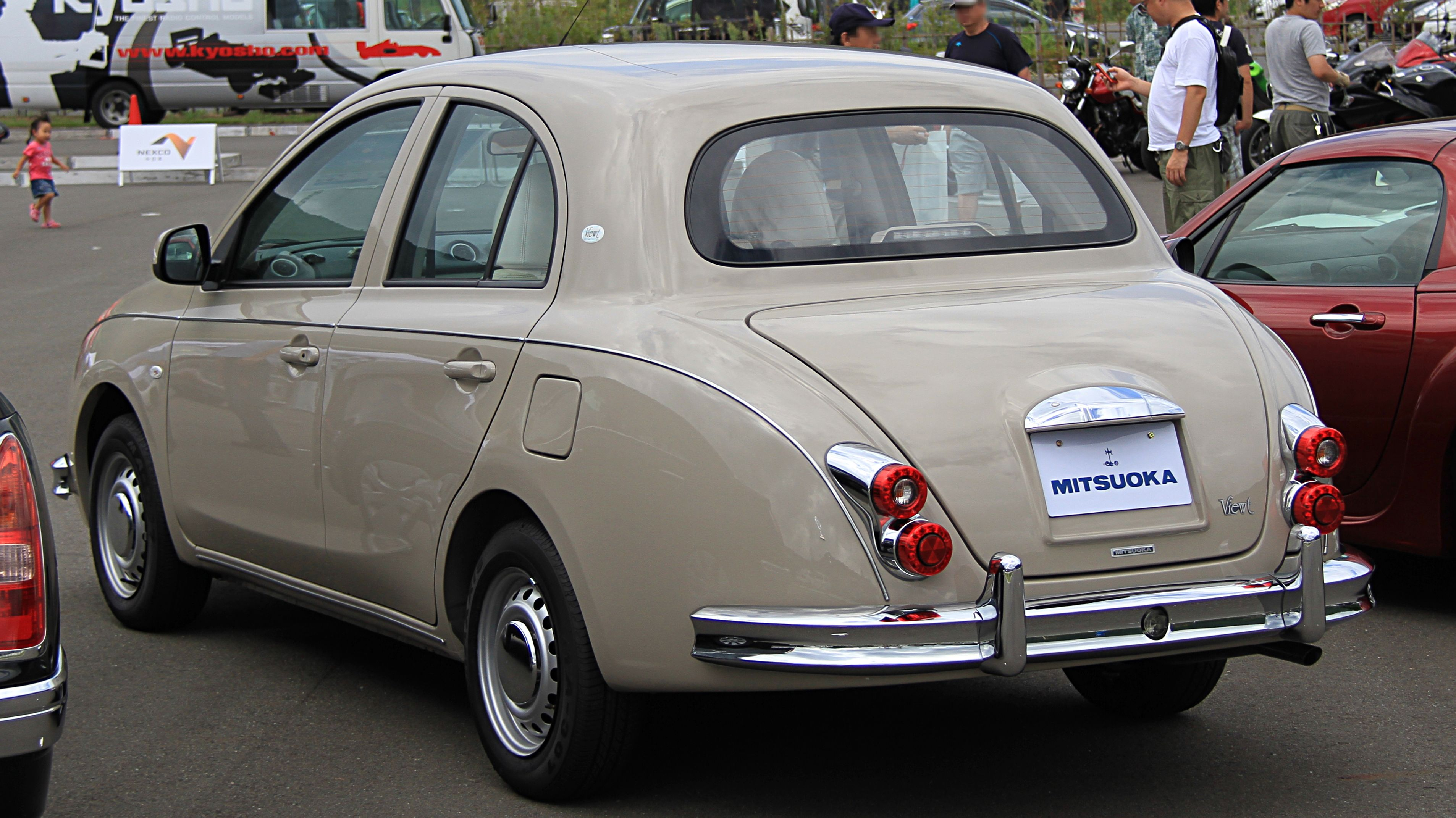
Вид сзади

## XP210 Viewt Story (2023 — настоящее время)
Viewt Story, основанный на хетчбэке Toyota Yaris (XP210), был представлен 17 февраля 2023 года. Выпуск начался осенью того же года. Автомобиль оснащается 1,5-литровыми бензиновыми двигателями «15LX» и «15DX», 1,0-литровыми бензиновыми двигателями «10LX» и «10DX», а также гибридными силовыми установками «HYBRID LX» и «HYBRID DX». Автомобили с ДВС оснащены шестиступенчатой механической трансмиссией, а гибридные автомобили — бесступенчатой и электрической трансмиссиями.

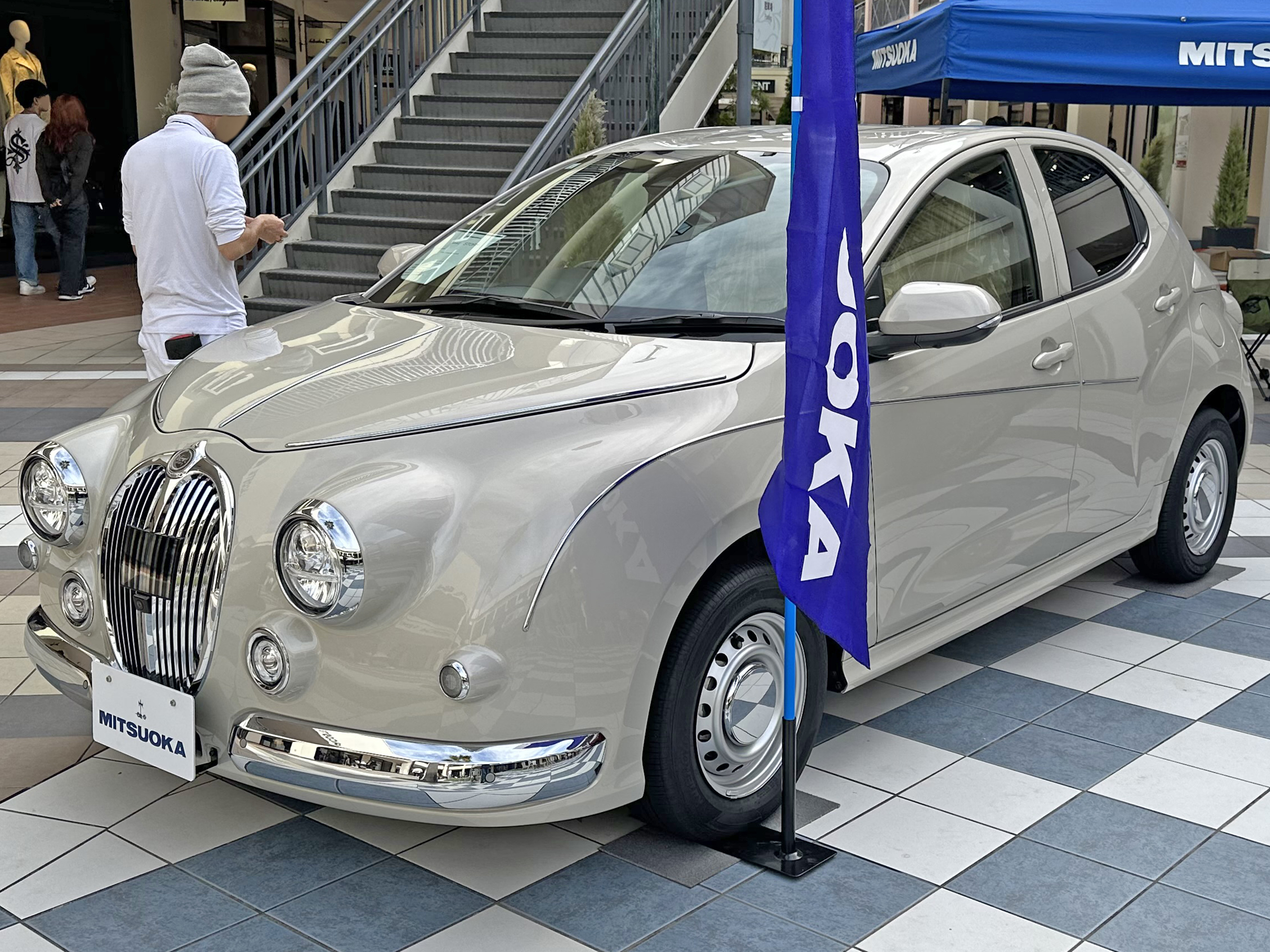
2023 Mitsuoka Viewt
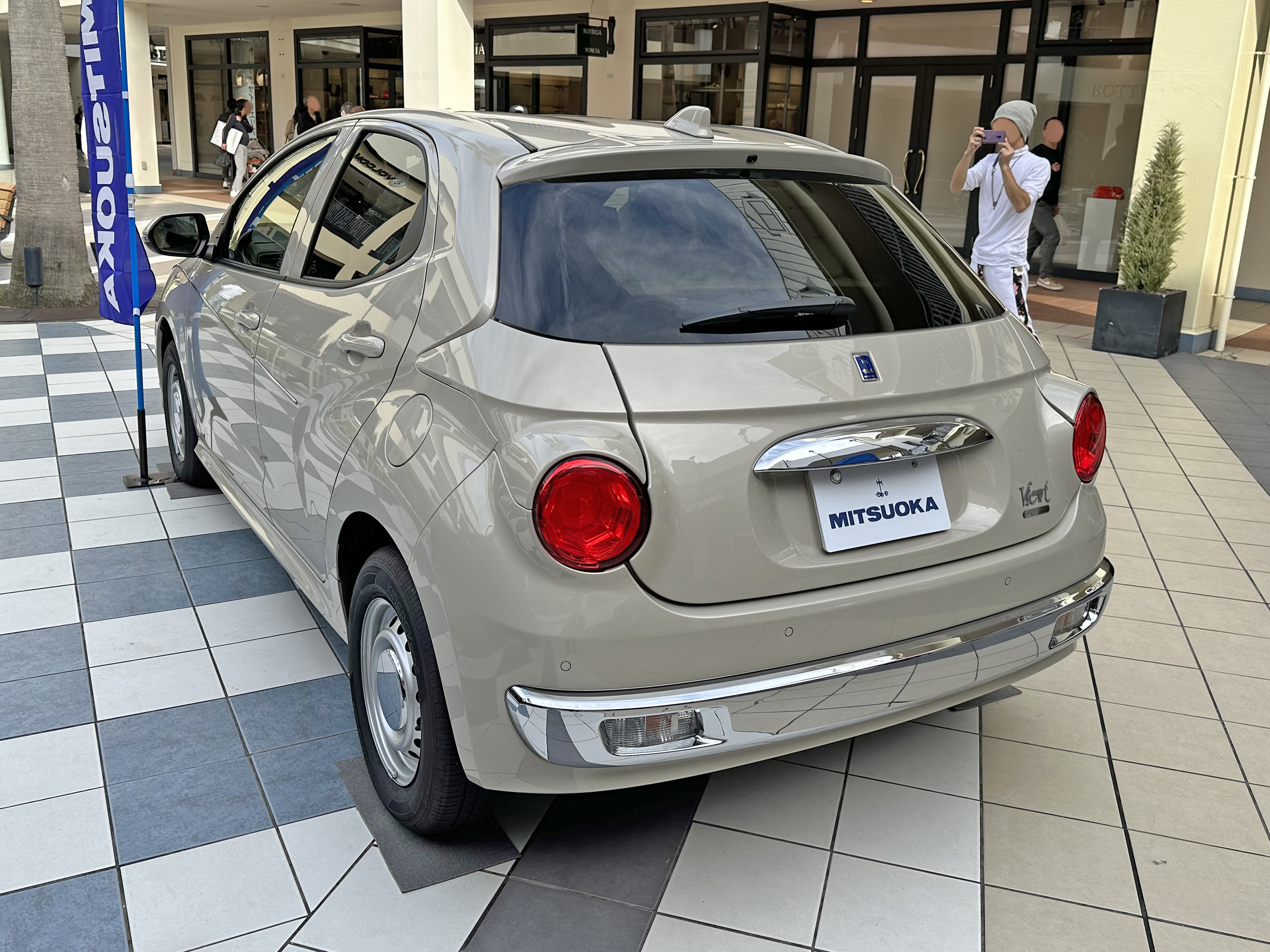
Вид сзади
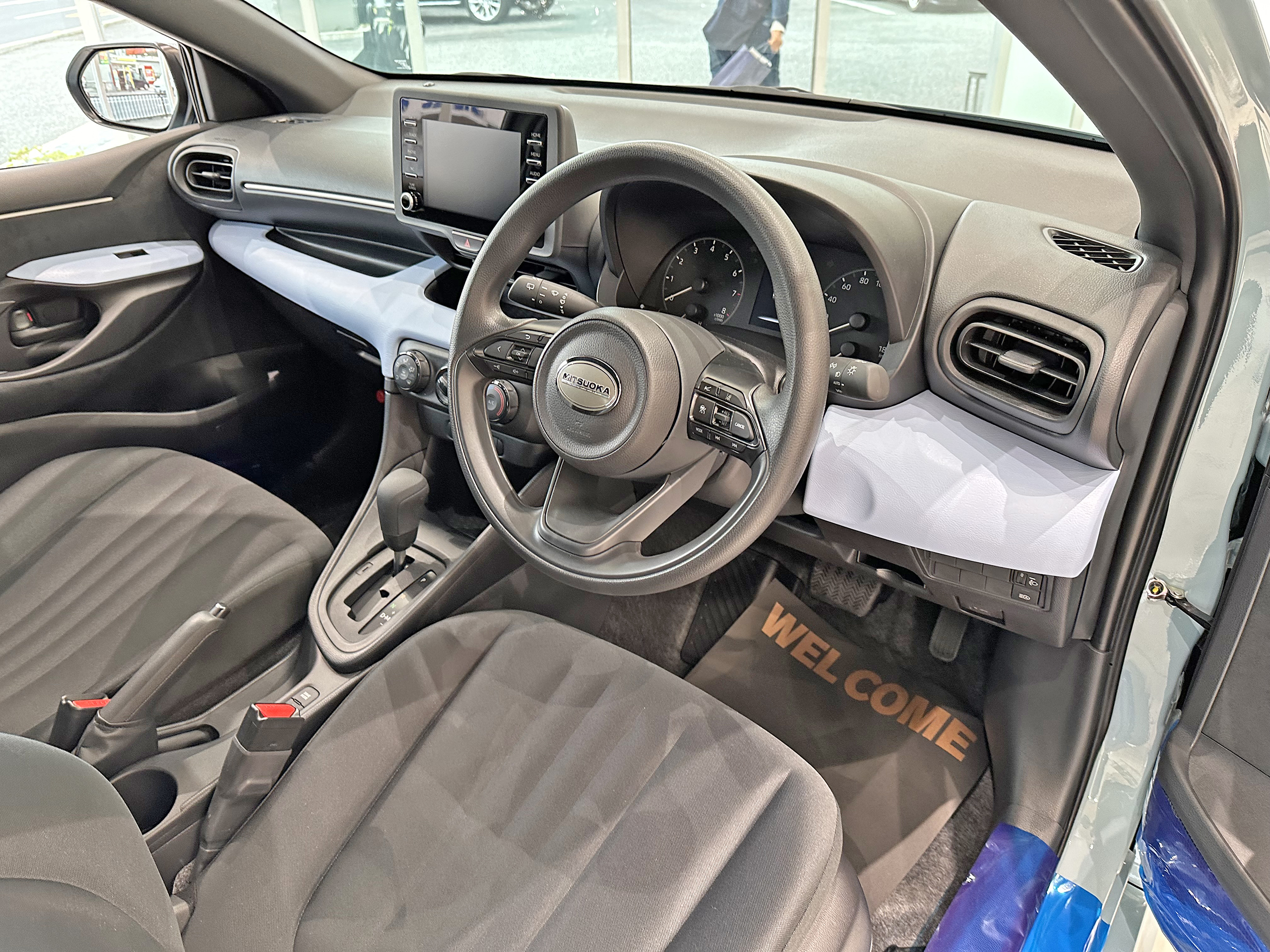
Интерьер